# Ejército Popular Tupacamarista
El Ejército Popular Tupacamarista (EPT) fue una organización armada parte del Movimiento Revolucionario Túpac Amaru (MRTA), uno de los actores armados insurgentes en el periodo de violencia 1980-2000. Sus acciones variaban entre ser una guerrilla, fuerza paramilitar o escuadrones de la muerte.
El EPT es considerado el responsable de crímenes de odio contra minorías sexuales y étnicas en el contexto de la época del terrorismo en el Perú.

## Historia
El Alto Mando del MRTA buscaba profesionalizar a sus grupos armados en un núcleo de orden castrense, simulando a los gérmenes de las fuerzas armadas de Estados comunistas como Cuba o la Rusia soviética, para eso en 1987 con el regreso de combatientes que lucharon dentro del Batallón América en el conflicto armado interno colombiano, el MRTA ordena la formación de su propio ejército, en parte para hacerle frente en un clásico enfrentamiento militar a las fuerzas gubernamentales peruanas como para también resguardar sus intereses ante el avance violento del Ejército Guerrillero Popular (EGP), el brazo armado del otrora grupo insurgente, Sendero Luminoso.
Las primeras acciones registradas del futuro-EPT fueron en Junín y San Martín en 1986, en donde emerretistas abrieron puestos y entregaban folletos para que la población se uniera a las filas del brazo armado de la organización subversiva. El Frente de Defensa de los Intereses del Pueblo (FEDIP) en los sectores rurales y periurbanos y algunas rondas campesinas fueron la base para la formación del EPT para enfrentarse al ejército peruano.

### Relación con el EGP
El EPT desde su formación tuvo unas relaciones difíciles con el EGP de Sendero Luminoso, en ocasiones se aliaban para perseguir intereses comunes y otras veces se enfrentaban en escaramuzas y combates, esto se desarrolló más que todo en el Frente Nororiental.
El Alto Mando del MRTA utilizaba a su ejército como una guardia de frontera de facto con los territorios repartidos entre propiamente el MRTA y los senderistas.

### Acciones terroristas
El desenvolvimiento del EPT en la guerra contra el Estado peruano fue muy pobre, no pudiendo cumplir su objetivo original de ser un ejército equiparable al del gobierno peruano, por lo que sus acciones en muchas ocasiones se limitaban a ataques sorpresa para reducir la mayor cantidad de soldados caídos de su propio bando.
El 9 de junio de 1992 en los enfrentamientos de Limbani las fuerzas peruanas destruyeron el Frente Sur del EPT, el Frente Norte competía con Sendero Luminoso, el Frente Oriental colapsó el 17 de diciembre de 1989 frente al Ejército Asháninka y el ejército peruano, quedándole solo al EPT tener que repelerse a su bastión en el Frente Central y mantener la supervivencia del Frente Nororiental.
El EPT por consecuencia tenía una mayor función represiva en los territorios bajo el control del MRTA, que defensiva.
Para 1989 por el avance de la guerra misma, el EPT y el alto mando político del MRTA comenzaron a tener discrepancias por el desarrollo del conflicto, hasta que el alto mando del partido fue copado por el MIR VR, una facción pro-diálogo con el Estado peruano. Esto trajo como consecuencia que el EPT solo siguiera subordinado nominalmente al MRTA, para enfrentarse directamente tanto al gobierno como a SL.
En este período es en donde se dan las principales acciones militantes del ELP, como los motines en las cárceles, la toma de la embajada de Japón en Lima, la toma de Juanjuí, extorciones, secuestros y ejecuciones extrajudiciales.
Aunque el EPT logró avances, seguía sujeto a la dicotomía de los choques entre las fuerzas gubernamentales y SL, por lo que prefería mantenerse al margen, y por el contrario las purgas internas tanto en el EPT como en el MRTA en general se volvieron más agresivas.
La desintegración del EPT comenzó cuando los altos cuadros políticos del MRTA, desde 1989, se comenzaron a pasar a Izquierda Unida,[cita requerida] por lo que la planificación de la guerra popular quedaba al aire y los militantes a esas alturas del EPT ya estaban casi en su mayoría des-ideologizados y solo servían a intereses de señores de la guerra del narcotráfico.

## Organización y estructura

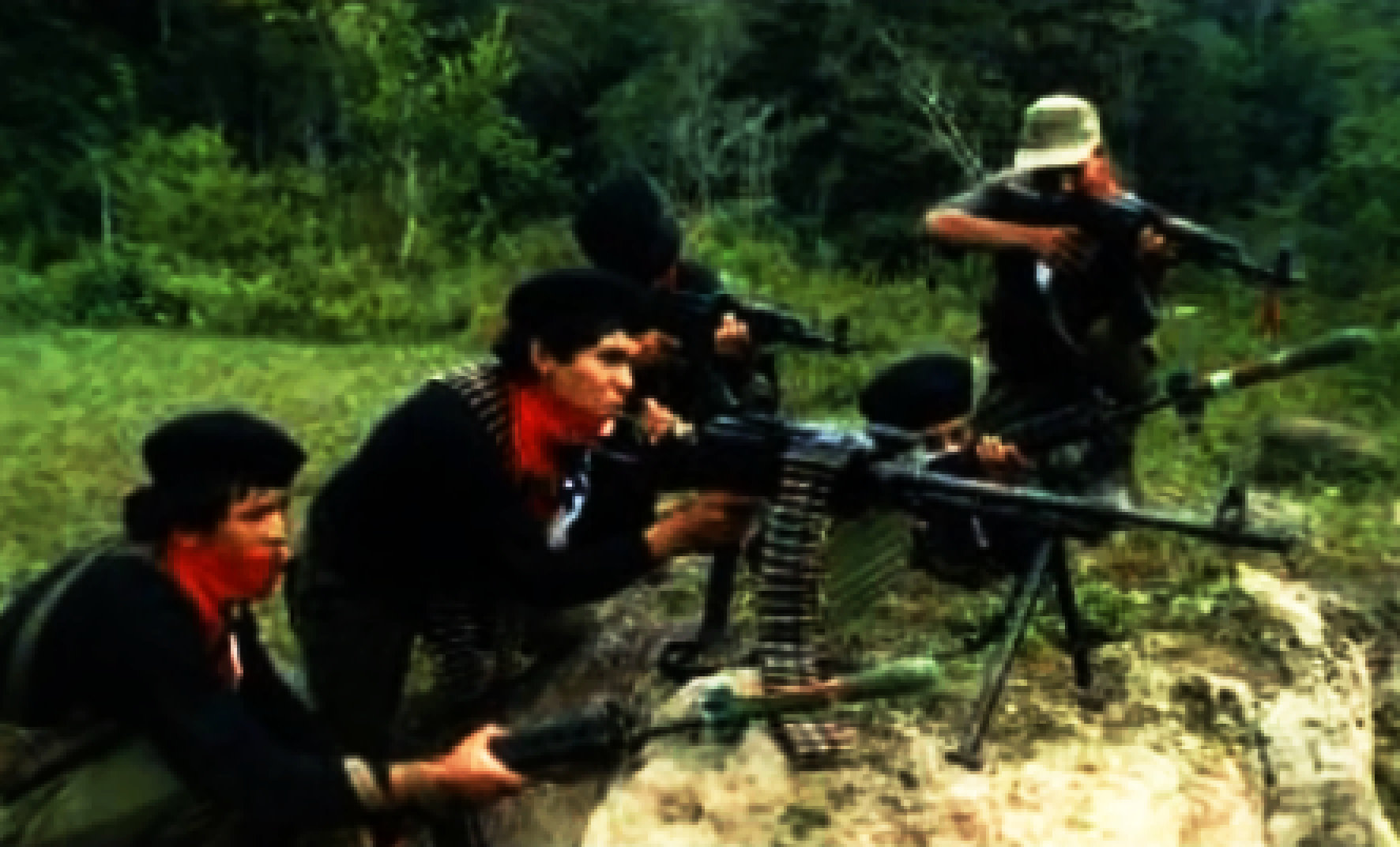
Miembros del EPT durante un enfrentamiento.

EL EPT buscaba diferenciarse de los paramilitares de Sendero Luminoso para ganarse el apoyo popular, por lo que vestían de manera militar y agrupados en columnas y campamentos en las afueras de las ciudades.
Estando organizado de acuerdo al terreno en el que se encontraban:
- Los Comandos Urbanos y Rurales[1]
- Las Milicias Tupacamaristas Urbanas y Rurales[1]
- Los Grupos de Autodefensa Urbanos y Rurales[1]
- La Comandancia General[1]

Todos guiados por un Estado mayor designado por la Dirección Nacional del partido.
El EPT afirmaba respetar las leyes de la guerra como lo dedignan los convenios de Ginebra, aunque la CVR indicó que el ejército emerretista solo cumplía esa norma nominalmente para ganarse simpatía nacional e internacional. 
También contaban con sus propias Fuerzas Especiales que eran utilizados en las batallas y toma de ciudades. La financiación y asignación de tropas del grupo venía de dos fuentes, los grupos narcotraficantes que comenzaban a pulular por la selva y voluntarios de izquierda con experiencia militar provenientes del nicaragüense Frente Sandinista de Liberación Nacional (FSLN), del salvadoreño Frente Farabundo Martí para la Liberación Nacional (FMLN) y del colombiano Movimiento 19 de Abril (M 19), este último también apoyaba a Sendero Luminoso, así como de Patria Libre y facciones ultraizquierdistas de IU.

## Posconflicto
Tras el rescate de la residencia del embajador de Japón, los principales líderes del MRTA que se encontraban en libertad fallecieron. Con posterioridad, Polay hizo un pedido de disculpas a la sociedad en su testimonio ante la Comisión de la Verdad.Algunos de los exmiembros o exdirigentes del EPT han sido liberados tras cumplir sus condenas vigentes, como es el caso de Peter Cárdenas Schulte. Camilo Reyes desde el 2000 permanece como refugiado en Bolivia, donde ha purgado condena por el asesinato de una mujer. Algunos de los excarcelados han hecho pedidos adicionales de disculpas y han afirmado la desactivación oficial del MRTA.
Desde inicios de los años 2000, han existido reportes periodísticos de que una rama del EPT se habría reagrupado bajo una nueva organización, denominada "Fuerzas Armadas Revolucionarias - Ejército Popular Tupacamarista (FAR-EPT)". Según estos reportes, el líder de esta nueva organización sería Julio César Vásquez Vásquez, quien respondería al sobrenombre de "comandante Camilo Reyes".